# 山形県道110号天童河北線
山形県道110号天童河北線（やまがたけんどう110ごう てんどうかほくせん）は、山形県天童市から西村山郡河北町に至る一般県道である。

## 概要
天童市と河北町を直接結ぶ唯一の道路である。
天童市と河北町の境となる乱川に架かる乱川橋は幅が狭く、普通乗用車1台が通れる幅しかない。河北町に入ると最上川沿いを走るが、こちらも幅が狭く対向車に注意が必要である。これを受けて、以前天童市と河北町を結んでいた最上川にかかる田井橋の再架の声が上がっている。

## 起点・終点
- 起点：天童市
- 終点：西村山郡河北町

## 通過する自治体
- 山形県
  - 天童市
  - 河北町

## 交差・接続している道路
- 国道48号
- 国道13号
- 山形県道22号山形天童線
- 山形県道20号山形羽入線
- 国道287号
- 山形県道25号寒河江村山線
- 山形県道282号皿沼河北線
- 国道347号
- 国道287号

## 重複区間
- 国道287号（谷地橋）
- 山形県道25号寒河江村山線（河北町松崎角 - 河北町谷地間）